# Beit El
Beit El (en hebreo: בית אל Bēyt-Ēl "casa de Ēl") es un asentamiento israelí administrado como consejo localizado en Cisjordania, al noreste de la ciudad palestina de Al Bireh, limítrofe con Ramala. Fundado en el año 1977, fue declarado Concejo local en 1997. Según la Oficina Central de Estadísticas de Israel, que lo integra en el área de Área de Judea y Samaria, en diciembre de 2010 contaba con una población de más de 6 mil habitantes. Según el sistema administrativo palestino, Beit El se encuentra en la Gobernación de Ramala y al Bireh. 

## Toponimia
El nombre de la ciudad fue tomado directamente del Tanaj (Bethel), un lugar sagrado tanto para los cananeos como para los hebreos antiguos, y de menor importancia que  Jerusalén.  